# Renault RS10
Chronologie des modèles (1979)
Renault RS01 Renault RE20
La Renault RS10 est la monoplace de Formule 1 développée par Renault Sport pour le championnat du monde de Formule 1 1979.

## Historique
La RS10 a été conçue par les ingénieurs français François Castaing, Michel Tétu et Marcel Hubert. Elle a été développée à partir de la RS01 dont elle n'est pas très différente. Elle incorpore un double turbocompresseur, une boîte de vitesses à six rapports et un nouveau châssis à effet de sol.
La RS10 fait ses débuts le 25 avril 1979 au Grand Prix d'Espagne couru sur le circuit du Jarama.
Le 1er juillet 1979, en remportant le Grand Prix de France couru sur le circuit de Dijon-Prenois, la RS10 devient la première Formule 1 à moteur turbocompressé à remporter un Grand Prix. Cela allait changer le cadre de la F1, tant  cette voiture a stimulé le développement des années 1980. Le glas a sonné pour les moteurs à aspiration normale (atmosphériques). La RS10, avec la RS01 qui l'a précédé, a été une des Formule 1 les plus révolutionnaires.[réf. nécessaire]
Si la fiabilité est toujours précaire, elle se classe très bien lorsqu'elle termine une course puisque Jean-Pierre Jabouille gagne en France, René Arnoux se classant troisième après un duel avec Gilles Villeneuve (Ferrari). Arnoux récidive en se classant deuxième à Silverstone et Watkins Glen.

## Résultats en championnat du monde de Formule 1
| Saison | Écurie             | Moteur         | Pneus    | Pilotes               | Courses | Courses | Courses | Courses | Courses | Courses | Courses | Courses | Courses | Courses | Courses | Courses | Courses | Courses | Courses | Points inscrits | Classement |
| Saison | Écurie             | Moteur         | Pneus    | Pilotes               | 1       | 2       | 3       | 4       | 5       | 6       | 7       | 8       | 9       | 10      | 11      | 12      | 13      | 14      | 15      | Points inscrits | Classement |
| ------ | ------------------ | -------------- | -------- | --------------------- | ------- | ------- | ------- | ------- | ------- | ------- | ------- | ------- | ------- | ------- | ------- | ------- | ------- | ------- | ------- | --------------- | ---------- |
| 1979   | Équipe Renault Elf | Renault EF1 V6 | Michelin |                       | ARG     | BRÉ     | ADS     | EUO     | ESP     | BEL     | MON     | FRA     | GBR     | ALL     | AUT     | P-B     | ITA     | CAN     | EUE     | 26              | 6e         |
| 1979   | Équipe Renault Elf | Renault EF1 V6 | Michelin | Jean-Pierre Jabouille |         |         |         |         | Abd     | Abd     | 8e      | 1er     | Abd     | Abd     | Abd     | Abd     | 14e     | Abd     | Abd     | 26              | 6e         |
| 1979   | Équipe Renault Elf | Renault EF1 V6 | Michelin | René Arnoux           |         |         |         |         |         |         | Abd     | 3e      | 2e      | Abd     | 6e      | Abd     | Abd     | Abd     | 2e      | 26              | 6e         |

Légende : ici